# Network Utility
Network Utility (укр. Мережева утиліта) — програма, включена до Mac OS X, яка надає можливість отримувати різноманітну інформацію про комп'ютерні мережі. Розташована в /Applications/Utilites/Network Utility.app

## Служби
- Network interfaces
- Netstat
- AppleTalk
- ping
- Lookup
- Traceroute
- Whois
- Finger
- Port scan